# Ejler Bille
Pour les articles homonymes, voir Bille.
Ejler Bille, né le 6 mars 1910 à Odder, dans le Jutland, et mort le 1er mai 2004, est un peintre, un sculpteur, un poète, un essayiste et un théoricien danois.

## Biographie
Ejler Bille est né le 6 mars 1910 à Odder. Il a étudié au Kunstakademi à Copenhague entre 1930 et 1933. En 1933, il a eu une distinction pour avoir été le premier sculpteur danois non figuratif à exposer aux côtés du peintre Vilhelm Bjerke Petersen.
Il participe à l'exposition du groupe artistique Høst à Copenhague en 1945, en compagnie de Asger Jorn, Carl-Henning Pedersen, Egill Jacobsen
Entre 1948 et 1950 il rejoint le mouvement CoBrA ,
Il est mort le 1er mai 2004.

## Œuvres
56 œuvres : peintures, dessins, sculptures au Statens Museum for Kunst de Copenhague :
- faire défiler les pages de 1 à 5 [4]

## Récompenses
- Médaille Eckersberg